# Eric Starfelt
Dag Eric Bertil Carl Starfelt, född den 29 juli 1917 i Höja församling, Kristianstads län, död i början av januari 1991 i Helsingborg, var en svensk teolog och biblioteksman. Han var bror till Viveka Starfelt. 
Starfelt avlade filosofisk ämbetsexamen i Lund 1939, teologie kandidatexamen 1942 och teologie licentiatexamen 1944. Han var amanuens och bibliotekarie vid Lunds universitetsbibliotek 1949–1960, bibliotekarie vid teologiska fakultetens seminariebibliotek 1954–1962 och vid Tandläkarhögskolan i Malmö 1956–1959. Starfelt promoverades till teologie doktor 1959 och blev samma år docent i Nya testamentets exegetik vid Lunds universitet (tillförordnad professor 1960). Han blev bibliotekarie vid Lärarhögskolan i Malmö 1960 och lektor i litteraturorientering och bibliografi vid Bibliotekshögskolan (senare Högskolan i Borås) 1972. Starfelt publicerade bland annat Akademiska föreningen i Lund 1830–1953 (tillsammans med Gunnar Hillerdal, 1953), Landaus teori om gezera schawa som ursprunglig sakanalogi (1957), Studier i rabbinsk och nytestamentlig skrifttolkning (doktorsavhandling, 1959), Strömningar inom den palestinensiska judendomen på Jesu tid (1963) samt ett flertal bibliografiska arbeten. Han vilar i en familjegrav på Krematoriekyrkogården i Helsingborg.